# 直接引语
直接句，是引语的一种，用于直接地引述人或机构说的话。在中文中，常用引号将直接引语括起。

## 引述方法
使用直接引语引述时，应将原说话者的发言毫无改变地引述。如：
- 甲说：“我对语言学很感兴趣。”（甲对语言学感兴趣）
- 甲说：“他／她对语言学很感兴趣。”（另一个人对语言学感兴趣）